# Orzechowce (gmina)
Orzechowce – dawna gmina wiejska istniejąca w latach 1934–1954 w woj. lwowskim i rzeszowskim (dzisiejsze woj. podkarpackie). Siedzibą władz gminy były Orzechowce.
Gmina zbiorowa Orzechowce została utworzona 1 sierpnia 1934 roku w powiecie przemyskim w woj. lwowskim z dotychczasowych jednostkowych gmin wiejskich: Batycze, Drohojów, Duńkowiczki, Hnatkowice, Kosienice, Maćkowice, Małkowice, Orły, Orzechowce, Trójczyce i Wacławice. Po wojnie gmina znalazła się w powiecie przemyskim w nowo utworzonym woj. rzeszowskim. Według stanu z dnia 1 lipca 1952 roku gmina składała się z 12 gromad: Batycze, Drohojów, Duńkowiczki, Hnatkowice, Kosienice, Maćkowice, Malkowice, Orły, Orzechowce, Trojczyce, Ujkowice i Wacławice. 
Gmina została zniesiona 29 września 1954 roku wraz z reformą wprowadzającą gromady w miejsce gmin. Jednostki nie przywrócono 1 stycznia 1973 roku po reaktywowaniu gmin a jej dawny obszar wszedł w skład gmin Żurawica i Orły.